# Jardín zoológico de Beerseba
El jardín zoológico de Beerseba (en hebreo: הגן הזואולוגי של באר שבע) era (1974-2022) un zoológico situado cerca de la entrada oeste de Beerseba, en Israel.
El área del zoológico es de 10 donums (1 hectárea o 2,5 acres). Tiene una colección de mamíferos, aves y reptiles de la que los ungulados, tortugas, serpientes y lagartijas son especialmente notables.
El zoológico fue fundado en 1954 como un zoológico de mascotas de una escuela cercana. Poco a poco consiguió el apoyo de la ciudad de Beerseba, del Ministerio de Educación de Israel, del Ministro de Vivienda y Construcción de Israel y de contribuyentes privados, se movió de un lugar a otro en la ciudad, y finalmente se hizo un zoológico formal.